# قلعه اوتسونومیا
قلعه اوتسونومیا (به ژاپنی: 宇都宮城 Utsunomiya-jō) یک قلعه ژاپنی واقع در اوتسونومیا، توچیگی، در مرکز استان توچیگی در ژاپن است.